# Хондзини-Кускі
Хондзини-Кускі (пол. Chądzyny-Kuski) — село в Польщі, у гміні Стшеґово Млавського повіту Мазовецького воєводства.
Населення — 86 осіб (2011).
У 1975-1998 роках село належало до Цехановського воєводства.

## Демографія
Демографічна структура станом на 31 березня 2011 року:
|          | Загалом | Допрацездатний вік | Працездатний вік | Постпрацездатний вік |
| -------- | ------- | ------------------ | ---------------- | -------------------- |
| Чоловіки | 53      | 9                  | 39               | 5                    |
| Жінки    | 33      | 5                  | 17               | 11                   |
| Разом    | 86      | 14                 | 56               | 16                   |